# Тонски број
Тонски број се користи у писаном систему за означавање тонова језика. Он се обично ставља после романизованог слога и може имати врло различита значења у другим контекстима, због евентуалне разлике система развоја.

## Кинески језик
У кинеској традицији, бројеви се додјељују различитим тоновима. На примјер, стандардни мандарински језик има четири тона, и бројеви 1, 2, 3 и 4 су њима додијељени. Иако ти тонови имају називе који имају више значења за упоредну студију географских и хронолошких језичких разлика, већина људи се односи на тонове по броју: „први тон“, „други тон“, и тако даље.
Бројеви тона су додељени и у кинеским говорним језицима према различитим традицијама, који могу бити неповезани један према другом. Они нису повезани релативном висином тона. Ово се може приказати упоређивањем тонске табеле стандардног мандаринског, стандардног кантонског и тајванског језика.
| Стандардни мандарински |          |           |        |           |           |                   |             |            |         |
| Тонски број            | 1        | 2         | 3      | 4         |           |                   |             |            |         |
| Назив тона             | јин пинг | јанг пинг | шанг   | ћи        |           |                   |             |            |         |
| Тонско слово           |          |           | ,      |           |           |                   |             |            |         |
| Стандардни кантонски   |          |           |        |           |           |                   |             |            |         |
| Тонски број            | 1        | 2         | 3      | 4         | 5         | 6                 | 7           | 8          | 9       |
| Назив тона             | јин пинг | јин шанг  | јин ћи | јанг пинг | јанг шанг | јанг ћи           | шанг јин жу | сја јин жу | јанг жу |
| Тонски облик           | ,        |           |        | ,         |           |                   |             |            |         |
| Тајвански              |          |           |        |           |           |                   |             |            |         |
| Тонски број            | 1        | 2         | 3      | 4         | 5         | 6                 | 7           | 8          |         |
| Назив тона             | јин пинг | шанг      | јин ћи | јин жу    | јанг пинг | није упот- ребљен | јанг ћи     | јанг жу    |         |
| Тонски облик           |          |           |        |           |           | није упот- ребљен |             |            |         |

Напомена: Тонски санди правила и ненаглашен слог стандардног мандаринског овдје нису наведени због једноставности.
Иако су тонски бројеви прилично бескорисни у компаративној студији, они су корисни у контексту одређеног дијалекта, због једноставних референци. На примјер, ми можемо видети ове описе:
- У стандардном мандаринском, број 1, оригинално тон 1, изговара се тоном 4 ако следи класификатора у тону 1, 2 или 3. Изговорен у тону 2 ако је класификатор у тону 4.
- Стандардни кантонски тонови 7, 8 и 9 имају исти тонски облик као тонови 1, 3 и 6.
- У тонским сандхијем тајванског језика, тон 1 је изговорен као тон 7 ако следи друге слогове у вишесложним речима.

Неке шеме романизације, као јутпинг, користе тонске бројеве. Чак и за пинјин, тонски бројеви се користе уместо дијакритика ако нису доступни, као у основном аски тексту.

## Остали језици
Тонски бројеви се такође користе у проучавању других тонских језика. Понекад, 1 може значити високи тон и 5 може значити низак тон. Морамо знати прецизно о којим традицијама се ради, да би добили исправно значење тонског броја.